# 岐阜県道179号中野上印食線
岐阜県道179号中野上印食線（ぎふけんどう179ごう なかのかみいんじきせん）とは岐阜県羽島郡笠松町と同郡岐南町を結ぶ一般県道である。

## 概要

### 路線データ
- 起点：羽島郡笠松町中野（岐阜県道178号下中屋笠松線交点）
- 終点：羽島郡岐南町上印食（岐阜県道77号岐阜環状線交点）

## 通過する自治体
- 岐阜県
  - 羽島郡
    - 笠松町
    - 岐南町

## 主な接続道路
- 岐阜県道178号下中屋笠松線（笠松町）
- 岐阜県道175号岐阜岐南線（岐南町）
- 国道21号（岐南町）：立体交差
- 岐阜県道77号岐阜環状線（岐南町）

## 別名
- お成り街道（岐南町）

## その他
- かつての岐阜県道179号は「中野三宅線」といい、現在の県道178号下中屋笠松線中野交差点と県道77号岐阜環状線三宅5交差点を結ぶルート（現在の中野上印食線の東約300mを南北に通る町道）であった。